# Ypsilanti (Michigan)
Ypsilanti [ɪpsɨˈlænti] ist eine Stadt des Washtenaw Countys im US-Bundesstaat Michigan.
Sie liegt an der Querung der Michigan Avenue über den Huron River etwa 7,5 km von dem Sitz der Countyverwaltung (County Seat) Ann Arbor und rund 60 km westlich von Detroit gelegen. Auf einer Gesamtfläche von 11,7 km² leben 20.648 Einwohner (Stand: Volkszählung 2020), was eine Bevölkerungsdichte von 1811 Einwohnern je km² ergibt.

## Name

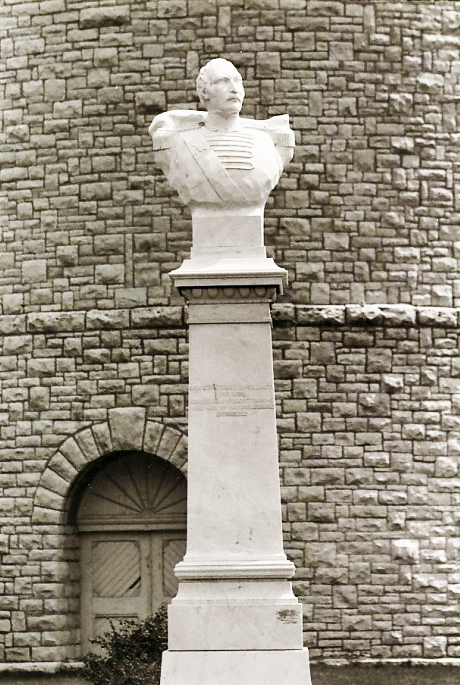
Statue von Dimitrios Ypsilanti in Ypsilanti

Der Ort wurde nach Dimitrios Ypsilantis benannt, einem Teilnehmer der Griechischen Revolution, die von 1821 bis 1829 stattfand.

## Geschichte
1809 wurde der Ort als Handelsposten gegründet. Seit 1823 war der Ort unter dem Namen Woodruff’s Grove ganzjährig bewohnt. 1825 wurde benachbart der Ort Ypsilanti gegründet. Woodruff’s Grove und Ypsilanti schlossen sich 1829 unter dem Namen Ypsilanti zusammen. 1849 wurde die Michigan State Normal School (heute: Eastern Michigan University) gegründet. 1890 wurde die Straßenbahnverbindung zwischen Ypsilanti und Ann Arbor als erste stadtübergreifende Straßenbahnlinie eröffnet.

## Wirtschaft
Ypsilantis Wirtschaft war geprägt durch die Automobilwirtschaft. Zwischen 1920 und 1922 wurden Autos der Marke ACE durch Apex Motors produziert. Die Ypsilanti Machine Tool Company von Preston Tucker entwickelte den Prototyp des „Tucker-Torpedo-Autos“. Diese Geschichte wurde von Francis Ford Coppola im Film Tucker: The Man and His Dream verarbeitet.
1945 erwarben Henry J. Kaiser und Joseph W. Frazer Ypsilanti’s Willow Run, wo die B-24-Liberator-Bomber gebaut wurden, und begannen 1947 mit der Produktion von Autos der Marke Kaiser and Frazer. 1953 schloss sich die Firma mit Willys-Overland zusammen, und die Produktion wurde am Standort Ypsilanti eingestellt. General Motors übernahm die Produktionsanlagen und produziert seitdem als „Powertrain division“, früher „Hydra-Matic division“, Automatikgetriebe im „Willow Run Assembly Plant“. GM Powertrain unterhält außerdem ein Entwicklungszentrum am Standort Ypsilanti, das aber sukzessive in das neue Entwicklungszentrum in Pontiac (Michigan) verlagert wird.

## Forschung
Der an der Eastern Michigan University lehrende Psychologe Milton Rokeach veröffentlichte seine Schrift Die drei Christusse von Ypsilanti nach einem Experiment aus dem Jahr 1959, in dem er drei Psychiatrie-Patienten, die sich alle für Jesus hielten, einander in einem Raum gegenüberstellte.
1962 begann der Schulpsychologe David P. Weikart das High/Scope Perry Preschool Project.

## Söhne und Töchter der Stadt
- Edward P. Allen (1839–1909), Politiker
- John P. Wicker (1860–1931), Porträtmaler und Kunstdozent
- Walter B. Pitkin (1878–1953), Psychologe, Journalist und Autor
- George S. Dole (1885–1928), Ringer
- Marie Tharp (1920–2006), Wissenschaftlerin
- Iggy Pop (* 1947), bürgerlich James Newell „Jim“ Osterberg, Punkrock-Musiker
- Barbara Morrison (1952–2022), Jazzsängerin
- Carol Fox (* 1956), Eiskunstläuferin
- Zeke Jones (* 1966), Ringer
- Dan Williams (* 1969), American-Football-Spieler
- Shara Nova (* 1974), Sängerin und Multiinstrumentalistin
- Adam Gase (* 1978), American-Football-Trainer
- Ryan Shay (1979–2007), Langstreckenläufer
- Katherine Young (* 1980), Improvisationsmusikerin und Komponistin
- Christopher Hirata (* 1982), Kosmologe und Astrophysiker
- Timothy Granaderos (* 1986), Schauspieler
- Tiffany Porter (* 1987), britische Hürdenläuferin
- Cindy Sember (* 1994), britische Hürdenläuferin
- K. J. Osborn (* 1997), American-Football-Spieler
- Ella Anderson (* 2005), Kinderdarstellerin